# De Dion-Bouton Type IL
Der De Dion-Bouton Type IL ist ein Pkw-Modell aus der Zeit zwischen den beiden Weltkriegen. Hersteller war De Dion-Bouton aus Frankreich.

## Beschreibung
Das Modell erhielt am 12. Januar 1923 seine Zulassung von der nationalen Behörde. Er wurde nur im Modelljahr 1923 in Frankreich und im Vereinigten Königreich angeboten.
Der Vierzylindermotor hat 78 mm Bohrung, 130 mm Hub und 2485 cm³ Hubraum. Der Hersteller nannte ihn 12 CV, obwohl er damals in Frankreich mit 13 Cheval fiscal (Steuer-PS) eingestuft war. Eine Neuheit für De Dion-Bouton war die OHV-Ventilsteuerung. Die Motorleistung ist mit 43 BHP angegeben, was etwa 43 PS sind. Wie so viele Fahrzeuge aus dieser Zeit hat es ein festes Fahrgestell, Frontmotor, Kardanantrieb und Hinterradantrieb. Das Getriebe hat vier Gänge.
Der Radstand beträgt 3320 mm und die Spurweite 1300 mm. Gebremst werden nur die hinteren Räder. Die Höchstgeschwindigkeit ist mit etwa 80 km/h angegeben.
Bekannt sind Aufbauten als Tourenwagen, Limousine, Pullman-Limousine und Landaulet.
Der Type IM ist weitgehend identisch, hat aber Vierradbremsen.